# بابیتا
بابیتا شیوداسانی (انگلیسی: Babita Shivdasani؛ زادهٔ ۲۰ آوریل ۱۹۴۸) هنرپیشه سابق سینمای بالیوود و اهل کشور هند است. وی در بین سال‌های ۱۹۶۶ تا ۱۹۷۳ در نوزده فیلم بازی کرد. بابیتا همسر راندهیر کاپور است که اکنون از همسرش جدا شده است. دو دختر او کاریشما کاپور و کارینا کاپور هر دو از بازیگران بالیوود می‌باشند.
او همچنین در فیلم‌های دیروز، امروز و فردا، ناشناخته، مروارید گرانبها، اولاد، بانفول و قسمت بازی کرده است.